# 365 나이츠 인 헐리우드
《365 나이츠 인 헐리우드》(365 Nights In Hollywood)는 미국에서 제작된 조지 마샬 감독의 1934년 코미디, 뮤지컬 영화이다. 제임스 던 등이 주연으로 출연하였고 솔 M. 워첼 등이 제작에 참여하였다.

## 출연

### 주연
- 제임스 던
- 알리스 페이

### 조연
- 프랭크 밋첼
- 잭 듀런트
- 존 브래포드
- 그랜트 미첼
- 프랭크 멜턴
- 존 쿠알른
- 린 바리
- 브룩 베네딕
- 올가 보겟
- 마가렛 브레이턴
- 타일러 브룩
- 도널드 브라운
- 버드 카펜터
- 러스 클락
- 지미 콘린
- 프랭크 콘로이
- 레이 쿡
- 제이 이튼
- 팻 플라허티
- 제임스 곤잘레스
- 해리슨 그린
- 벤 홀
- 아서 호스만
- 페리 어빈스
- 알 클레인
- 넬슨 맥도웰
- 폴 맥베이
- 진 모건
- 팻 모리어리티
- 토머스 머레이
- 데니스 오키프
- 테드 오쉐어
- 아디슨 리처즈
- 글로리아 로이
- 에드 스탠브리지
- 칼 스톡데일
- 프랭크 설리
- 블랑카 비셔
- 맥스 와그너
- 에델 웨일즈
- 해리 윌슨

## 기타
- 세트: 앨버트 호그셋
- 의상: 로이어